# Puerto del Rosario
Puerto del Rosario är en kommun på ön Fuerteventura i Spanien. Den ligger i den autonoma regionen Kanarieöarna i sydvästra delen av landet, 1 600 km sydväst om huvudstaden Madrid. Antalet invånare är 44 638 (2024). Intill staden ligger öns flygplats. 